# Неметц Серафим Венцеславович
Не́метц Серафи́м Венцеславович (чеськ. František Němec; 4 липня 1825 року, селище Хваленіце, Австрійська імперія, нині Чехія — не пізніше 20 листопада 1892 року, хутір Андріївка Вовчанського повіту Харківської губернії, Російська імперія, нині Великобурлуцького району Харківської області, Україна) — чеський скрипаль, диригент, композитор, музичний педагог, організатор музичного життя в Харкові (1864—1866; 1878—1888).

## Біографія
Вихованець Празької консерваторії (1846) по класу скрипки професорів Ф. В. Піксіса (до його смерті в 1842 році) та М. Мільднера. До 1851 р. разом із М. Мільднером обіймав посаду професора по класу скрипки в цьому ж закладі. Водночас працював в оркестрі Ставівського театру та очолював струнний квартет (Ф. Неметц — А. Кьокерт — Я. Краль — А. Треґ). В числі празьких учениць Неметца були відомі в Чехії скрипачки Б. Брусілова, М. Піштманова (Роза д'Ор) та Ґ. Хоманова. Серед празьких партнерів Неметца також були Ю. Гольтерман (віолончель), Б. Сметана (фортепіано) та ін. До Росії переїхав на початку 1852 р. Місця перебування і праці Неметца в Росії у 1851—1864 роках досі не з'ясовані. За публікацією в 1858 р. свідчень про кращих вихованців Празької консерваторії А. В. Амбросом, у 1850-х рр. Неметц праював у Москві.
У 1864 році Неметц оселився в Харкові, куди його було запрошено на посаду музичного директора тільки-но створеного Харківського відділення Російського музичного товариства. Протягом двох сезонів функціювання цієї організації (1864—1866) під керівництвом Неметца було проведено 24 концерти симфонічної та камерної музики, в яких музикант виступав як диригент, скрипаль-соліст та ансамблевий виконавець, заслуживши схвальні відгуки у місцевій пресі. Кількість учасників симфонічного оркестру під керівництвом Неметца під час цих концертів іноді сягала 100 і навіть 140 музикантів. Після припинення діяльності (із фінансових причин) цієї організації Неметц у 1866—1878 роках мешкав у придбаному ним маєтку з землею на хуторі Андріївка під Харковом разом із своєю дружиною та народженими там трьома синами.
Протягом 1873 року, після відновлення діяльності в місті Російського музичного товариства (з 1868 року — Імператорського), Неметц спеціально приїздив до Харкова і неодноразово брав участь у камерних зібраннях Харківського відділення як запрошений скрипаль.
У 1878 музикант повернувся до міста, де на запрошення дирекції Харківського відділення Імператорського російського музичного товариства до 1882 року вів клас скрипки в музичних класах. Відгуки рецензентів на концерти та іспити учнів музичних класів, у яких постійно значний відсоток складали вихованці Неметца, засвідчували довершеність виконання ними складних скрипкових сольних та ансамблевих творів. Сам Неметц беззмінно брав участь з виконанням партії першої скрипки у щомісячних камерних зібраннях відділення. Партнерами по виступах скрипаля в Харкові в ті роки були практично всі провідні музиканти (професіонали та найкращі аматори) міста: чехи А. Краль, Й. Шмідт, Й. Їранек, Й. Голлі, німці О. Маурер, А. Ейбеншютц, Л. Мецнер, П. Шльоцер та Ф. Шльоцер, українці П. Данильченко, А. Павлович, Л. Павлович та ін. У 1879 році Неметца було обрано пожиттєво почесним членом Харківського відділення Імператорського Російського музичного товариства.
Після припинення роботи в музичних класах (1882) Неметц розпочав приватну викладацьку діяльність у себе вдома (до вчителя, полишивши музичні класи, перейшла більшість його тамтешніх учнів), організувавши приватну музичну школу, де, крім занять на скрипці та альті, ним викладалися також музично-теоретичні дисципліни. До повернення скрипаля до Андріївки (1888) у Харкові щорічно організовувалися публічні концерти-іспити його учнів, під час яких виконувалися як твори педагогічного репертуару, так і концертні — сольні та ансамблеві п'єси. За відгуками преси, такі концерти щороку перетворювалися на справжні мистецькі свята, оскільки вони охоче відвідувалися місцевими можновладцями та представниками наукової і творчої інтелігенції.
Протягом 1881—1885 років на запрошення дирекції Харківського імператорського університету Неметц керував виступами організованого ним аматорського оркестру студентів університету та учнів харківських гімназій. До репертуару колективу входили численні оркестрові та оркестрово-хорові твори композиторів-класиків, романтиків, сучасних авторів. У 1882 році під керівництвом чеського скрипаля в Харкові, серед інших творів, була виконана низка хорових творів М. Лисенка з оркестровим супроводом, який написав Неметц. Наступного року студентський оркестр за допомогою оркестрантів-професіоналів та інших міських аматорів на одному з концертів виконав трьох-частинну симфонію Неметца «Рієнци». За часи роботи зі студентським та учнівським оркестром неодноразово заохочувався вдячними листами від керівництва університету.
У 1885—1888 роках Неметц керував тільки-но створеним оркестром Харківського музичного гуртка. Оскільки статут цього об'єднання унеможливлював запрошення до участі в концертах музикантів-професіоналів, то й рівень виконання симфонічних творів оркестром, котрий складався виключно із аматорів, був невисоким, за що керівник цього колективу неодноразово був розкритикований в місцевій періодиці («Харьковские губернские ведомости» та Южный край»), а також у Санкт-Петербурзьких спеціалізованих музичних виданнях («Баян» і «Музыкальное обозрение»).
Останній виступ Неметца-скрипаля відбувся восени 1889 року у Вовчанську в благодійному концерті на користь погорільців.
Три останні роки життя музикант був позбавлений можливості грати на скрипці, оскільки наприкінці 1889 року невідомі грабіжники покалічили Неметцу руку в його власному будинку в Андріївці. Неметц помер від інфаркту невдовзі після закінчення суду над ймовірними бандитами, на якому всі вони були виправдані за відсутністю прямих доказів їхньої причетності до замаху на вбивство з ціллю пограбування музиканта.

## Творчість
Ще за часи навчання в Празькій консерваторії Неметц виступав із виконанням власних композицій: «Фантастичної увертюри» для симфонічного оркестру та Концерту для скрипки з оркестром (обидва твори були виконані в Празі в 1846 році).
За роки життя і праці в Харкові ним були презентовані публіці наступні власні твори (надається рік першої згадки про виконання твору в пресі або в друкованих звітах Харківського відділення Імператорського російського музичного товариства):
- 1864/65 Фантазія для скрипки на народні слов'янські теми;
- 1865 Фантазія для чотирьох скрипок з оркестром;
- 1865 Ave Maria для хору та оркестру, з присвяченням Харківському відділенню Російського музичного товариства;
- 1878—1889 численні дрібні п'єси для скрипки соло;
- 1879 Балада для скрипки (виконувалася також у 1882 р.);
- 1880 Варіації для 4-х скрипок;
- 1881 Reverie для скрипки;
- 1881 Баркарола для скрипки;
- 1882 Аранжування хорів М. В. Лисенка (написання оркестрової партії);
- 1882 Мазурка для скрипки;
- 1883 Елегія для струнного оркестру з арфою;
- 1883 Симфонія «Rienzy» (1 частина);
- 1884 Симфонія «Rienzy» (всі 3 частини);
- 1886 Ave Maria для хору та оркестру, з присвяченням Музичному гуртку (ймовірно саме цей твір з іншим присвяченням був виконаний у 1865 році);
- 1887 Концертна увертюра «Привіт весні».

## Відомі учні
Серед видатних харківських учнів Неметца були: концертмейстер оркестру Маріїнського театру, перша скрипка струнного квартету «Російських камерних вечорів», голова Петербурзького товариства камерної музики, музичний письменник В. Вальтер; перша скрипка квартету герцога Мекленбурзького, концертмейстер оркестру Імператорського російського музичного товариства в Петербурзі Б. Каменський; вільнюський учитель Я. Хейфеца, скрипаль-віртуоз І. Малкин, відомий на Кубані скрипаль і диригент І. Гольдшмідт.
У Неметца розпочинали навчання відомий у місті скрипковий педагог І. Букінік та скрипаль-віртуоз Й. Шнірлін, який неодноразово виступав у Харкові, а на початку ХХ ст. з успіхом гастролював у Німеччині.
Перелік харківських учнів Неметца включає також декілька музикантів, які не обрали скрипку за фаховий інструмент. Це співак зі світовим ім'ям І. Алчевський, співачка і вокальний педагог А. Мецнер, відомий піаніст і композитор, професор Петербурзької консерваторії, педагог С. Прокоф'єва О. Вінклер та ін. У Неметца вчився грі на скрипці й виступав у концертах (до 1879 року) перспективний юний скрипаль В. Щоголев, син відомого українського поета Я. Щоголева, нагло померлий в 14-річному віці.